# Palma (Santa Maria)
Pour les articles homonymes, voir Palma.
Palma est un quartier de la ville brésilienne de Santa Maria, Rio Grande do Sul. Le quartier est situé dans district de Palma.

## Villas
Le quartier possède les villas suivantes : Comunidade Arnesto Penna Carneiro, Faxinal da Palma, Fazenda Palma, Fazenda Pozzobon, Linha Sete Sul, Loteamento Erondina Toniasso Bassan, Palma, Palmas, Passo do Cachorro, Passo do Gato, Passo dos Preto, Rincão dos Camponogara, Rincão dos Ventura, Santa Lúcia, Santa Teresinha, Santo Antônio, São Sebastião, Vale dos Panno, Vila Almeida, Vila Balconi, Vila Fuganti, Vila Gomes, Vila Palma, Vila Toniasso, Vila Venturini, Vista Alegre;

## Galerie de photos

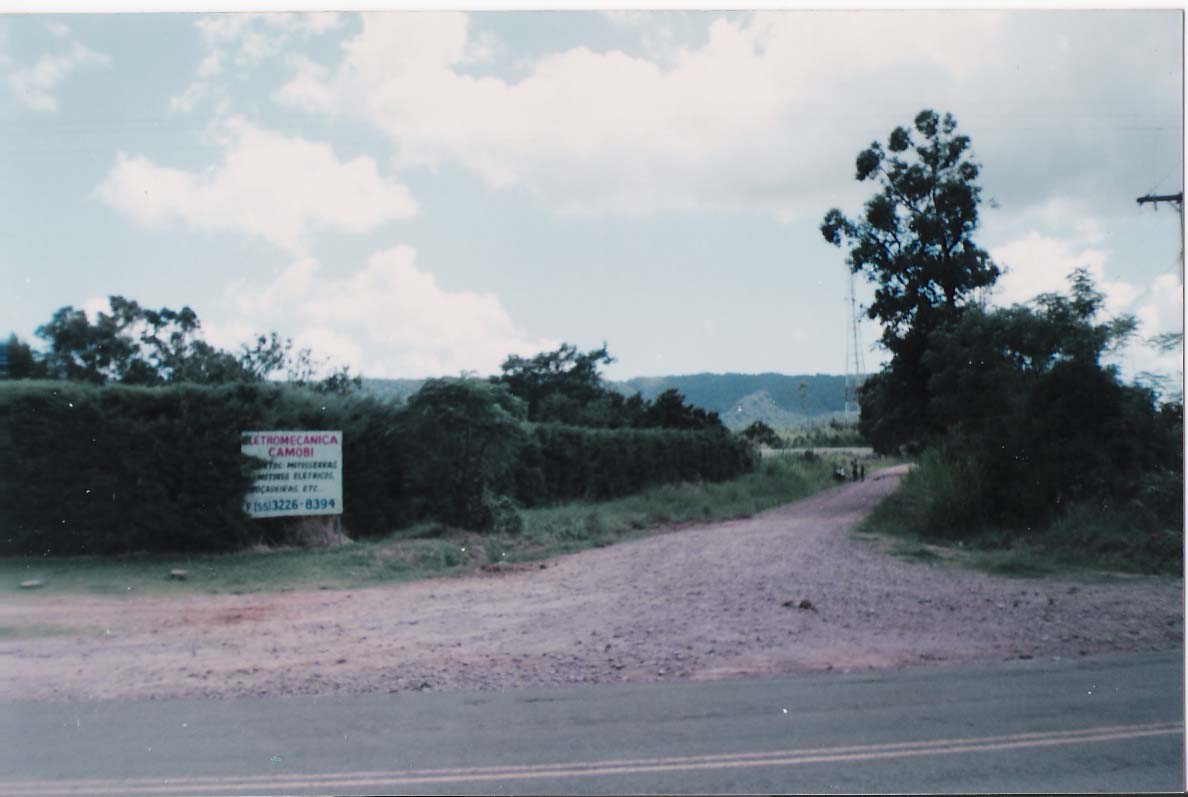
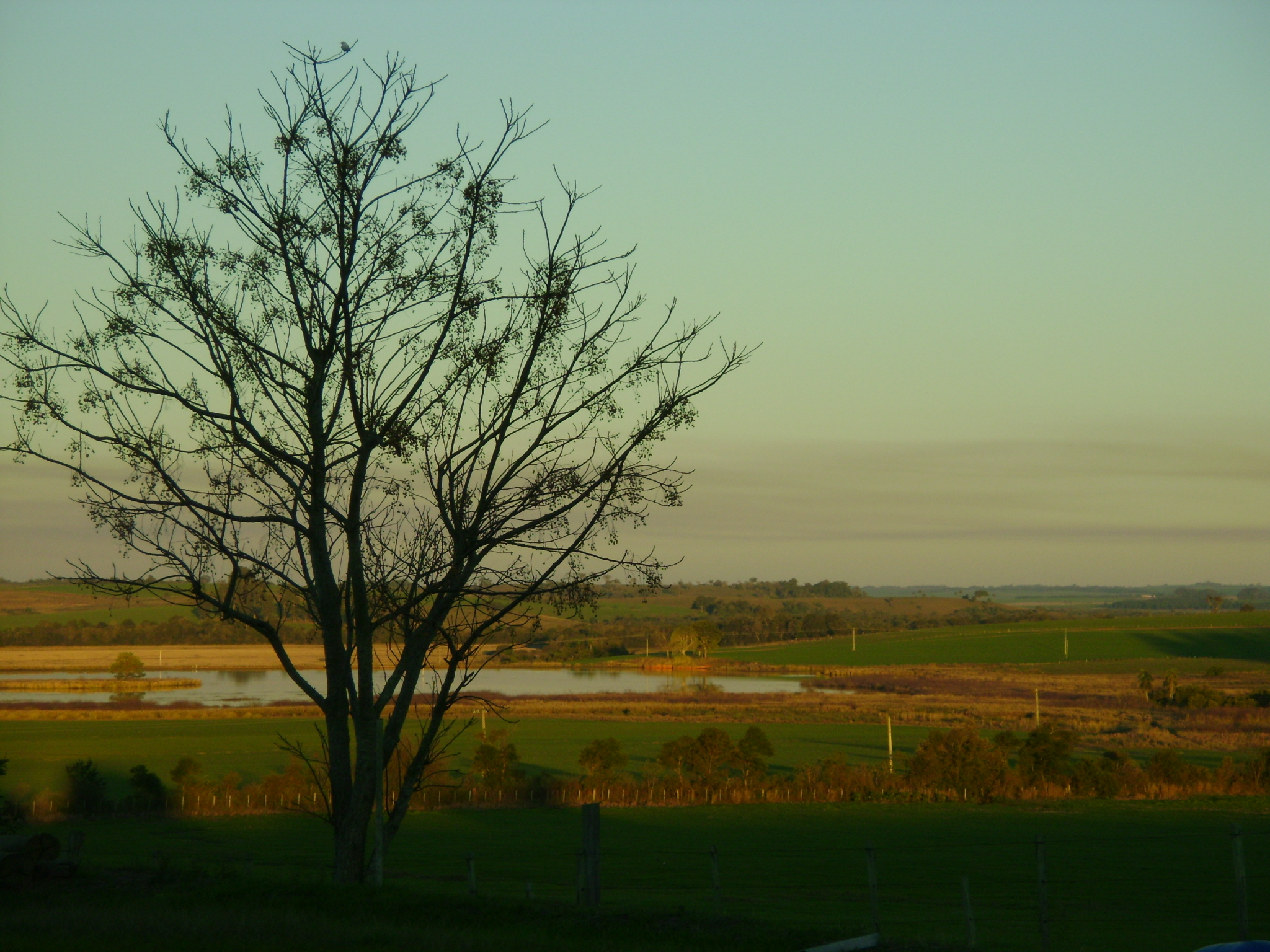
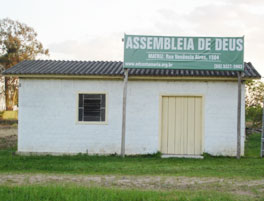
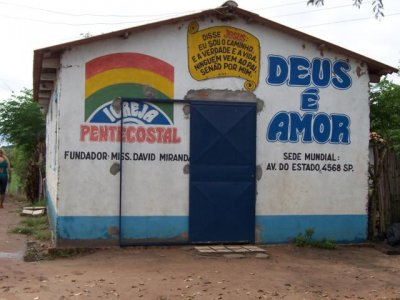
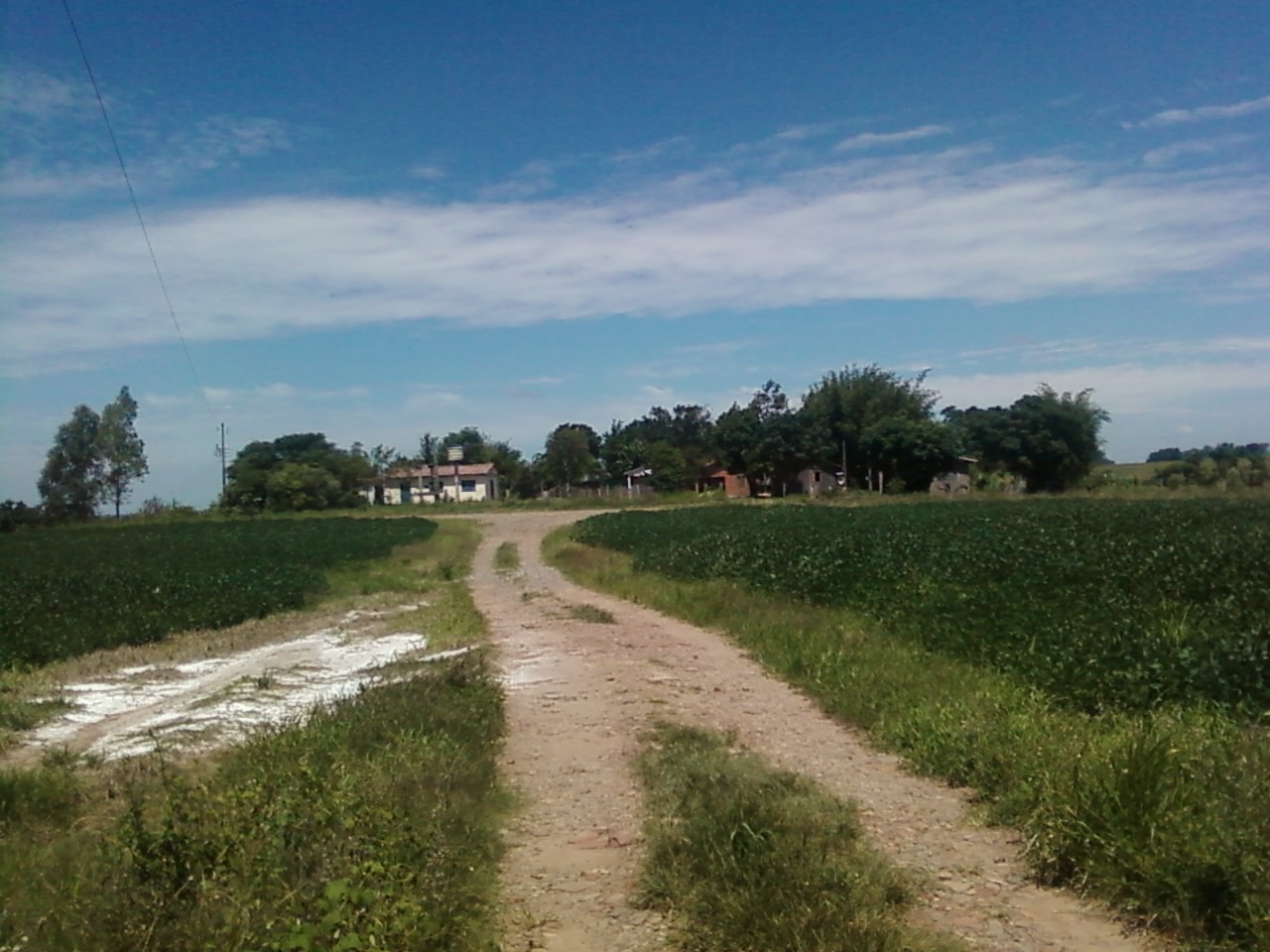
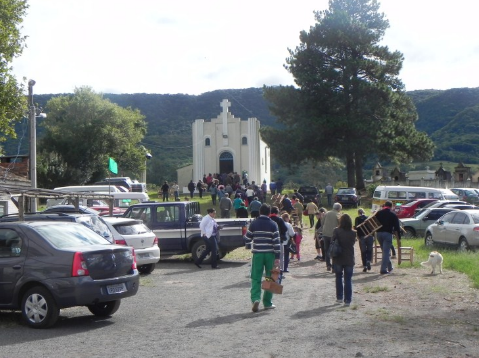
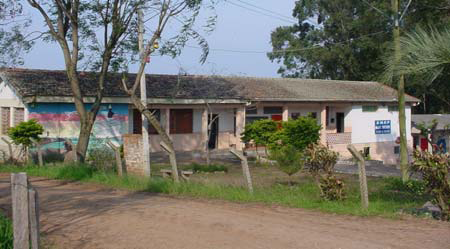